# Bernhard von Scheibler (Landrat, 1785)
Bernhard Edler von Scheibler (* 13. Februar 1785 in Eupen; † 20. April 1837 ebenda) war ein preußischer Landrat und belgischer Kommissar für Neutral-Moresnet.

## Leben und Wirken
Bernhard von Scheibler war der Sohn des Monschauer Tuchfabrikanten Bernhard Paul Edler von Scheibler (1758–1805) und der Caroline Eleonora Böcking (1761–1839), Tochter des Bankiers Richard Böcking aus Trarbach, sowie Enkel des Monschauer Tuchfabrikanten Bernhard Georg von Scheibler (1724–1786). Er folgte seinem Vetter Bernhard Georg Edler von Scheibler, der Jüngere (1783–1860), nach Eupen, wo dieser in der Tradition der Monschauer Tuchmacherfamilie Scheibler expandieren wollte und im Jahre 1807 als erster eine mechanische Wollspinnerei errichtete. Auch Bernhard von Scheibler erwarb sich dort als Bataillonschef der Bürgermiliz rasch einen beachtlichen Ruf und wurde nach erfolgter Neuordnung der preußischen Rheinprovinzen am 9. November 1815 zum ersten preußischen Landrat des nun neugebildeten Kreises Eupen im Regierungsbezirk Aachen ernannt. Scheibler zeichnete sich hier sowohl bei der Neuorganisation dieses Kreises als auch später durch umsichtiges und kooperatives Verhalten bei der Belgischen Revolution im Jahre 1830 aus, wo er sich für die Gründung des belgischen Staates einsetzte.
Derart auf ihn aufmerksam geworden, setzte das belgische Königshaus Scheibler ab 1830 als belgischen Kommissar für die Verwaltung von Neutral-Moresnet ein. Bereits drei Jahre zuvor war am 12. Januar 1827 auf Scheiblers Vorschlag hin unter dem Anfangsnamen „Korrespondenzblatt des Kreises Eupen“ die spätere Eupener Zeitung gegründet worden. Diese erschien zunächst einmal wöchentlich und wurde später mit dem Zusatz „Amtliches Kreisblatt“ versehen.

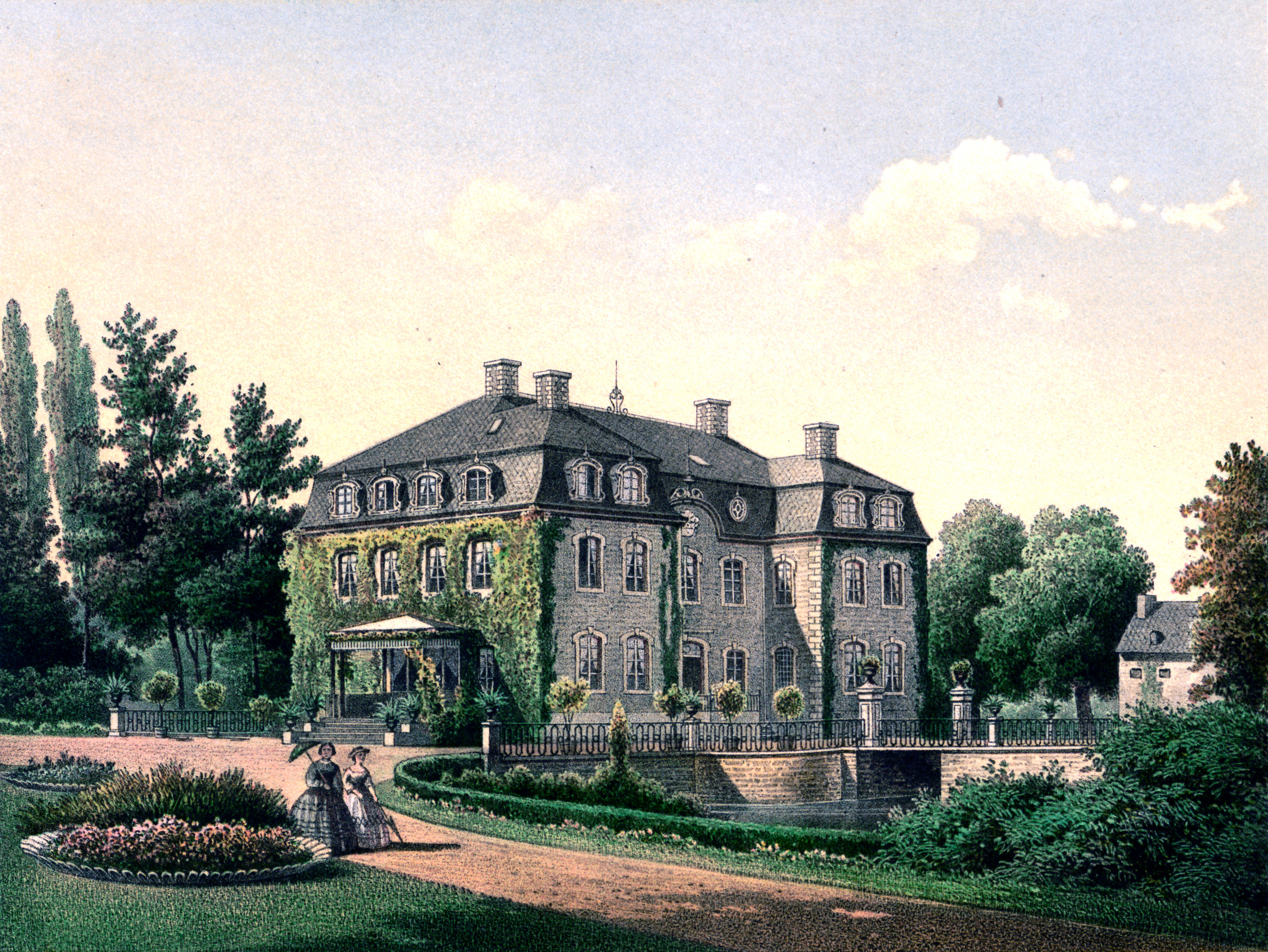
Schloss Lontzen – Wohnsitz der Familie

Für seine zahlreichen Verdienste wurde Bernhard von Scheibler vom preußischen König Friedrich Wilhelm III. mit dem Roten Adlerorden der 3. Klasse mit Schleife sowie vom belgischen König Leopold I. mit dem Leopoldsorden ausgezeichnet. 
Bernhard von Scheibler war verheiratet mit Magdalena Paulus, mit der er eine Tochter und zwei Söhne hatte, von denen der eine Sohn Bernhard Paul Friedrich Hugo von Scheibler (1825–1888) zum Friedensrichter und zum preußischen Landrat des Kreises Monschau ernannt und in den Freiherrenstand erhoben wurde.
Seinen Wohnsitz hatte die Familie Bernhard von Scheibler im Schloss Lontzen, wo auch seine Kinder geboren wurden. Sein Sohn Bernhard ließ 1872 in der Nähe Haus Neuhaus als neuen Wohnsitz ausbauen.